# 12 Heures de Sebring 2010
Navigation
Édition précédente Édition suivante
Les 12 Heures de Sebring 2010 sont la 58e édition de l'épreuve et la 1re manche de l'American Le Mans Series 2010. Elles ont été remportées le 20 mars 2010 par la Peugeot N°07 de Alexander Wurz, Marc Gene et Anthony Davidson.

## Résultats
Voici le classement au terme de la course.
- Les vainqueurs de chaque catégorie sont signalés par un fond jauni.
- Pour la colonne Pneus, il faut passer le curseur au-dessus du modèle pour connaître le manufacturier de pneumatiques.

| Pos    | Cat  | n°  | Equipe                               | Pilotes                                              | Châssis                              | Pneus | Tours |
| Pos    | Cat  | n°  | Equipe                               | Pilotes                                              | Moteur                               | Pneus | Tours |
| ------ | ---- | --- | ------------------------------------ | ---------------------------------------------------- | ------------------------------------ | ----- | ----- |
| 1      | LMP1 | 07  | Team Peugeot Total                   | Marc Gené Alexander Wurz Anthony Davidson            | Peugeot 908 HDi FAP                  | M     | 367   |
| 1      | LMP1 | 07  | Team Peugeot Total                   | Marc Gené Alexander Wurz Anthony Davidson            | Peugeot HDi 5.5 L Turbo V12 (Diesel) | M     | 367   |
| 2      | LMP1 | 08  | Team Peugeot Total                   | Sébastien Bourdais Nicolas Minassian Pedro Lamy      | Peugeot 908 HDi FAP                  | M     | 367   |
| 2      | LMP1 | 08  | Team Peugeot Total                   | Sébastien Bourdais Nicolas Minassian Pedro Lamy      | Peugeot HDi 5.5 L Turbo V12 (Diesel) | M     | 367   |
| 3      | LMP1 | 007 | Aston Martin Racing                  | Adrián Fernández Stefan Mücke Harold Primat          | Lola-Aston Martin B09/60             | M     | 364   |
| 3      | LMP1 | 007 | Aston Martin Racing                  | Adrián Fernández Stefan Mücke Harold Primat          | Aston Martin 6.0 L V12               | M     | 364   |
| 4      | LMP2 | 6   | Muscle Milk Team Cytosport           | Greg Pickett Klaus Graf Sascha Maassen               | Porsche RS Spyder Evo                | M     | 353   |
| 4      | LMP2 | 6   | Muscle Milk Team Cytosport           | Greg Pickett Klaus Graf Sascha Maassen               | Porsche MR6 3.4 L V8                 | M     | 353   |
| 5      | LMP2 | 1   | Patrón Highcroft Racing              | David Brabham Simon Pagenaud Marino Franchitti       | HPD ARX-01c                          | M     | 349   |
| 5      | LMP2 | 1   | Patrón Highcroft Racing              | David Brabham Simon Pagenaud Marino Franchitti       | HPD AL7R 3.4 L V8                    | M     | 349   |
| 6      | GT2  | 62  | Risi Competizione                    | Jaime Melo Gianmaria Bruni Pierre Kaffer             | Ferrari F430 GTC                     | M     | 331   |
| 6      | GT2  | 62  | Risi Competizione                    | Jaime Melo Gianmaria Bruni Pierre Kaffer             | Ferrari 4.0 L V8                     | M     | 331   |
| 7      | GT2  | 92  | BMW Rahal Letterman Racing           | Bill Auberlen Tom Milner Jr. Dirk Werner             | BMW M3 GT2 (E92)                     | D     | 330   |
| 7      | GT2  | 92  | BMW Rahal Letterman Racing           | Bill Auberlen Tom Milner Jr. Dirk Werner             | BMW 4.0 L V8                         | D     | 330   |
| 8      | GT2  | 90  | BMW Rahal Letterman Racing           | Dirk Müller Joey Hand Andy Priaulx                   | BMW M3 GT2 (E92)                     | D     | 330   |
| 8      | GT2  | 90  | BMW Rahal Letterman Racing           | Dirk Müller Joey Hand Andy Priaulx                   | BMW 4.0 L V8                         | D     | 330   |
| 9      | GT2  | 45  | Flying Lizard Motorsports            | Patrick Long Jörg Bergmeister Marc Lieb              | Porsche 911 GT3 RSR (997)            | M     | 329   |
| 9      | GT2  | 45  | Flying Lizard Motorsports            | Patrick Long Jörg Bergmeister Marc Lieb              | Porsche 4.0 L Flat-6                 | M     | 329   |
| 10     | LMPC | 55  | Level 5 Motorsports                  | Scott Tucker Christophe Bouchut Mark Wilkins         | Oreca FLM09                          | M     | 327   |
| 10     | LMPC | 55  | Level 5 Motorsports                  | Scott Tucker Christophe Bouchut Mark Wilkins         | Chevrolet 6.2 L V8                   | M     | 327   |
| 11     | GT2  | 44  | Flying Lizard Motorsports            | Darren Law Seth Neiman Richard Lietz                 | Porsche 911 GT3 RSR (997)            | M     | 325   |
| 11     | GT2  | 44  | Flying Lizard Motorsports            | Darren Law Seth Neiman Richard Lietz                 | Porsche 4.0 L Flat-6                 | M     | 325   |
| 12     | LMP1 | 8   | Drayson Racing                       | Paul Drayson Jonny Cocker Emanuele Pirro             | Lola B09/60                          | M     | 324   |
| 12     | LMP1 | 8   | Drayson Racing                       | Paul Drayson Jonny Cocker Emanuele Pirro             | Judd GV5.5 S2 5.5 L V10              | M     | 324   |
| 13     | GT2  | 02  | Extreme Speed Motorsports            | Ed Brown Guy Cosmo João Barbosa                      | Ferrari F430 GTC                     | M     | 323   |
| 13     | GT2  | 02  | Extreme Speed Motorsports            | Ed Brown Guy Cosmo João Barbosa                      | Ferrari 4.0 L V8                     | M     | 323   |
| 14     | GT2  | 61  | Risi Competizione Krohn Racing       | Tracy Krohn Niclas Jönsson Eric van de Poele         | Ferrari F430 GTC                     | M     | 321   |
| 14     | GT2  | 61  | Risi Competizione Krohn Racing       | Tracy Krohn Niclas Jönsson Eric van de Poele         | Ferrari 4.0 L V8                     | M     | 321   |
| 15     | GT2  | 3   | Corvette Racing                      | Johnny O'Connell Jan Magnussen Antonio García        | Chevrolet Corvette C6.R GT2          | M     | 320   |
| 15     | GT2  | 3   | Corvette Racing                      | Johnny O'Connell Jan Magnussen Antonio García        | Chevrolet 5.5 L V8                   | M     | 320   |
| 16     | GT2  | 4   | Corvette Racing                      | Oliver Gavin Olivier Beretta Emmanuel Collard        | Chevrolet Corvette C6.R GT2          | M     | 320   |
| 16     | GT2  | 4   | Corvette Racing                      | Oliver Gavin Olivier Beretta Emmanuel Collard        | Chevrolet 5.5 L V8                   | M     | 320   |
| 17‡    | LMPC | 99  | Green Earth Team Gunnar              | Gunnar Jeannette Christian Zugel Elton Julian        | Oreca FLM09                          | M     | 311   |
| 17‡    | LMPC | 99  | Green Earth Team Gunnar              | Gunnar Jeannette Christian Zugel Elton Julian        | Chevrolet 6.2 L V8                   | M     | 311   |
| 18     | GTC  | 81  | Alex Job Racing                      | Butch Leitzinger Juan González Leh Keen              | Porsche 997 GT3 Cup                  | Y     | 308   |
| 18     | GTC  | 81  | Alex Job Racing                      | Butch Leitzinger Juan González Leh Keen              | Porsche 3.8 L Flat-6                 | Y     | 308   |
| 19     | GTC  | 23  | Alex Job Racing                      | Romeo Kapudija Bill Sweedler Jan-Dirk Lueders        | Porsche 997 GT3 Cup                  | Y     | 305   |
| 19     | GTC  | 23  | Alex Job Racing                      | Romeo Kapudija Bill Sweedler Jan-Dirk Lueders        | Porsche 3.8 L Flat-6                 | Y     | 305   |
| 20     | GTC  | 80  | Car Amigo Alex Job Racing            | Luis Díaz Ricardo González Patrick Kelly             | Porsche 997 GT3 Cup                  | Y     | 304   |
| 20     | GTC  | 80  | Car Amigo Alex Job Racing            | Luis Díaz Ricardo González Patrick Kelly             | Porsche 3.8 L Flat-6                 | Y     | 304   |
| 21     | LMP2 | 16  | Dyson Racing Team                    | Chris Dyson Guy Smith Andy Meyrick                   | Lola B09/86                          | D     | 303   |
| 21     | LMP2 | 16  | Dyson Racing Team                    | Chris Dyson Guy Smith Andy Meyrick                   | Mazda MZR-R 2.0 L Turbo I4 (Butanol) | D     | 303   |
| 22     | GTC  | 69  | WERKS II Racing                      | Galen Bieker Robert Rodriguez Cory Friedman          | Porsche 997 GT3 Cup                  | Y     | 302   |
| 22     | GTC  | 69  | WERKS II Racing                      | Galen Bieker Robert Rodriguez Cory Friedman          | Porsche 3.8 L Flat-6                 | Y     | 302   |
| 23     | GT2  | 40  | Robertson Racing                     | David Robertson Andrea Robertson David Murry         | Ford GT-R Mk. VII                    | D     | 300   |
| 23     | GT2  | 40  | Robertson Racing                     | David Robertson Andrea Robertson David Murry         | Ford 5.0 L V8                        | D     | 300   |
| 24     | GTC  | 88  | Velox Racing                         | Shane Lewis Jerry Vento Lawson Aschenbach            | Porsche 997 GT3 Cup                  | Y     | 299   |
| 24     | GTC  | 88  | Velox Racing                         | Shane Lewis Jerry Vento Lawson Aschenbach            | Porsche 3.8 L Flat-6                 | Y     | 299   |
| 25     | GTC  | 63  | TRG                                  | Henri Richard Duncan Ende Andy Lally                 | Porsche 997 GT3 Cup                  | Y     | 282   |
| 25     | GTC  | 63  | TRG                                  | Henri Richard Duncan Ende Andy Lally                 | Porsche 3.8 L Flat-6                 | Y     | 282   |
| 26     | LMPC | 36  | Genoa Racing                         | Andy Wallace J. R. Hildebrand Tom Sutherland         | Oreca FLM09                          | M     | 281   |
| 26     | LMPC | 36  | Genoa Racing                         | Andy Wallace J. R. Hildebrand Tom Sutherland         | Chevrolet 6.2 L V8                   | M     | 281   |
| 27     | GTC  | 32  | GMG Racing                           | James Sofronas Bret Curtis Andy Pilgrim              | Porsche 997 GT3 Cup                  | Y     | 280   |
| 27     | GTC  | 32  | GMG Racing                           | James Sofronas Bret Curtis Andy Pilgrim              | Porsche 3.8 L Flat-6                 | Y     | 280   |
| 28 DNF | GT2  | 01  | Extreme Speed Motorsports            | Scott Sharp Johannes van Overbeek Dominik Farnbacher | Ferrari F430 GTC                     | M     | 271   |
| 28 DNF | GT2  | 01  | Extreme Speed Motorsports            | Scott Sharp Johannes van Overbeek Dominik Farnbacher | Ferrari 4.0 L V8                     | M     | 271   |
| 29     | GT2  | 17  | Team Falken Tire                     | Wolf Henzler Bryan Sellers Patrick Pilet             | Porsche 911 GT3 RSR (997)            | F     | 255   |
| 29     | GT2  | 17  | Team Falken Tire                     | Wolf Henzler Bryan Sellers Patrick Pilet             | Porsche 4.0 L Flat-6                 | F     | 255   |
| 30     | LMPC | 11  | Primetime-Braille Battery Race Group | Joel Feinberg Tom Weickardt Kyle Marcelli            | Oreca FLM09                          | M     | 234   |
| 30     | LMPC | 11  | Primetime-Braille Battery Race Group | Joel Feinberg Tom Weickardt Kyle Marcelli            | Chevrolet 6.2 L V8                   | M     | 234   |
| 31 DNF | LMPC | 89  | Intersport Racing                    | Mitch Pagerey Brian Wong David Ducote                | Oreca FLM09                          | M     | 232   |
| 31 DNF | LMPC | 89  | Intersport Racing                    | Mitch Pagerey Brian Wong David Ducote                | Chevrolet 6.2 L V8                   | M     | 232   |
| 32‡ NC | LMPC | 95  | Level 5 Motorsports                  | Scott Tucker Ryan Hunter-Reay James Gue              | Oreca FLM09                          | M     | 224   |
| 32‡ NC | LMPC | 95  | Level 5 Motorsports                  | Scott Tucker Ryan Hunter-Reay James Gue              | Chevrolet 6.2 L V8                   | M     | 224   |
| 33 DNF | GT2  | 75  | Jaguar RSR                           | Paul Gentilozzi Ryan Dalziel Marc Goossens           | Jaguar XKR GT2                       | Y     | 11    |
| 33 DNF | GT2  | 75  | Jaguar RSR                           | Paul Gentilozzi Ryan Dalziel Marc Goossens           | Jaguar 5.0 L V8                      | Y     | 11    |
| DNS    | LMP1 | 12  | Autocon Motorsports                  | Bryan Willman Anthony Burgess Pierre Ehret           | Lola B06/10                          | D     | –     |
| DNS    | LMP1 | 12  | Autocon Motorsports                  | Bryan Willman Anthony Burgess Pierre Ehret           | AER P32T 4.0 L Turbo V8              | D     | –     |

‡ La N° 95 du Level 5 Motorsports entry et la N° 99 du Green Earth Team Gunnar étaient initialement disqualifiées mais conformément à une clarification des règles de l'ALMS les deux voitures ont été réintégrées.